# 曾廣豫
曾廣豫，SBS（1944年1月20日—2015年2月21日），已故香港消防處處長。

## 生平
曾廣豫在1962年畢業於伊利沙伯中學，在1964年4月加入香港政府，其時擔任助理消防隊長。他在1992年7月晉升為消防總長，在1995年10月起出任消防處副處長。他在1998年11月接替張比德出任消防處處長，至2001年1月20日因年滿五十七歲退休。在擔任消防處處長時，他亦擔任消防工程師學會（香港分會）會長，期間籌辦消防工程（榮譽）工學士學位課程。
2015年2月21日，曾廣豫疑因患上感冒，在廣播道八號翠華園的住所中突感不適昏迷，送往廣華醫院搶救後延至傍晚不治。

## 榮譽
- 銀紫荊星章（2000年）
- 香港消防事務長期服務獎章及第三加敘勳扣
- 女王消防獎章（英语：King's Fire Service Medal）[6]
- 殖民地警察獎章
- 殖民地消防長期服務獎章及第二加敘勳扣（英语：Colonial Fire Brigades Long Service Medal）
- 英國蘭開夏郡大學名譽院士
- 英國消防工程師學會（英國總會）名譽資深會員。